# أندي بورغ
أندي بورغ (بالألمانية: Andy Borg)‏ هو مغني نمساوي، ولد في 2 نوفمبر 1960 في فيينا في النمسا.

## وصلات خارجية
- الموقع الرسمي
- أندي بورغ على موقع IMDb (الإنجليزية)
- أندي بورغ على موقع مونزينجر (الألمانية)
- أندي بورغ على موقع ميوزك برينز (الإنجليزية)
- أندي بورغ على موقع ديسكوغز (الإنجليزية)